# Тельман, Эрнст
Эрнст Те́льман (нем. Ernst Thälmann; 16 апреля 1886, Гамбург — 18 августа 1944, Бухенвальд) — немецкий политик, председатель ЦК Коммунистической партии Германии (КПГ) (1925—1933), депутат рейхстага (1924—1933). Дважды баллотировался на президентских выборах (1925, 1932). С 1925 года до запрета в 1929 году возглавлял также Союз красных фронтовиков, который служил для вооружённой защиты КПГ, особенно в уличных боях с политическими противниками и полицией. Реформировал КПГ в качестве партии нового типа, как это было предусмотрено уставом Коммунистического интернационала. Опираясь на советский тезис о социал-фашизме, КПГ под его руководством боролась с СДПГ как с главным политическим противником. Тельман был арестован 3 марта 1933 года, за два дня до выборов в рейхстаг и через несколько дней после поджога Рейхстага. Застрелен в августе 1944 года после более чем одиннадцати лет одиночного заключения, предположительно, по прямому приказу Адольфа Гитлера.

## Биография
Родился 16 апреля 1886 года в Гамбурге. В 1893—1900 годах учился в народной школе. Вспоминая время учёбы, называл своими любимыми предметами историю, естественную историю, фольклористику, арифметику, гимнастику и спорт. Однако не любил религию. В 1895 году его родители открыли в Гамбург-Эйльбеке небольшую овощную и угольную лавку, купили лошадь. Ему приходилось помогать им после школы. Он делал домашние задания рано утром перед началом уроков.
Тем не менее Тельман был хорошим учеником, которому нравилось много учиться. Его желание стать учителем или овладеть ремеслом не сбылось, потому что родители отказались платить за обучение. Поэтому ему пришлось продолжать работать на предприятии своего отца, что, по его собственным словам, причинило ему большие страдания. Он часто спорил с родителями, так как за свою работу хотел получать реальную зарплату, а не только карманные деньги. Поэтому он нашёл себе «неквалифицированную» работу в порту. В возрасте десяти лет во время забастовки портовых рабочих в Гамбурге с ноября 1896 года по февраль 1897 года Тельман познакомился с портовыми рабочими. В 1936 году он написал своей дочери из тюрьмы, что «крупная забастовка докеров в Гамбурге перед войной […] была первой социально-политической борьбой», «которая навсегда сохранилась в […] сердце».
В начале 1902 года он покинул родительский дом и жил сначала в приюте для бездомных, а затем в подвальной квартире. В мае 1903 года вступил в Социал-демократическую партию Германии (СДПГ), в 1904 году — в профсоюз транспортных рабочих. В октябре 1906 года призван в армию, но уже в январе 1907 года уволен как непригодный к воинской службе.
Поступил на грузовое судно «Америка» кочегаром и совершил три рейса за океан. Во время третьего рейса, решив «поближе познакомиться с Новым Светом», некоторое время батрачил на ферме вблизи Нью-Йорка. Вернувшись в Гамбург, снова устроился на работу в порту сначала грузчиком, потом транспортным рабочим, экспедитором, работал кучером в прачечных. 13 января 1915 года женился на Розе Кох, дочери сапожника. На следующий день был призван в армию.
Служил в качестве бомбардира 1-го батальона 20-го артиллерийского эльзасского полка на Западном фронте, был дважды ранен. По его словам, принимал участие в битве на Сомме (1916), битве в Шампани (1915—1916), битве на Эне и под Суасоном, битве при Камбре (1917) и битве при Аррасе (1917). За боевые заслуги награждён Железным крестом второго класса, Ганзейским крестом и нагрудным знаком «За ранение». В октябре 1918 года дезертировал, не вернувшись на фронт из отпуска.
В ноябре 1918 года вступил в Независимую социал-демократическую партию. В Гамбурге участвовал в создании Гамбургского совета рабочих и солдат. С конца 1919 года был председателем гамбургской организации Независимой социал-демократической партии Германии и членом гамбургского парламента. Параллельно работал аварийным рабочим в городском парке Гамбурга, затем нашёл хорошо оплачиваемую работу в бюро по трудоустройству. Здесь дослужился до инспектора. В конце ноября 1920 года левое крыло НСДПГ, имевшее большое количество членов, вступило в Коммунистический интернационал (Коминтерн) и таким образом объединилось с его немецкой секцией, КПГ. В течение следующих двух лет она действовала под альтернативным названием Объединённая коммунистическая партия Германии. Тельман был главным сторонником этого объединения в Гамбурге. По его инициативе 98 % членов Гамбургской НСДПГ присоединились к КПГ.
В декабре 1920 года на совместном съезде НСДПГ с участием КПГ Тельман был избран членом Центральной комиссии Объединённой компартии Германии. 29 марта 1921 года из-за политической деятельности был уволен из бюро по трудоустройству после того, как самовольно отлучился с работы. Летом 1921 года был делегатом III конгресса Коминтерна в Москве и познакомился с Лениным. 17 июня 1922 года на его жизнь было совершено покушение. Члены националистической организации «Консул» бросили ручную гранату в его квартиру на Симссенштрассе 4 в Гамбурге. Его жена и дочь не пострадали. Сам Тельман вернулся домой позже.
Тельман был одним из организаторов Гамбургского восстания с 23 по 25 октября 1923 года. После провала восстания ему пришлось на время уйти в подполье.

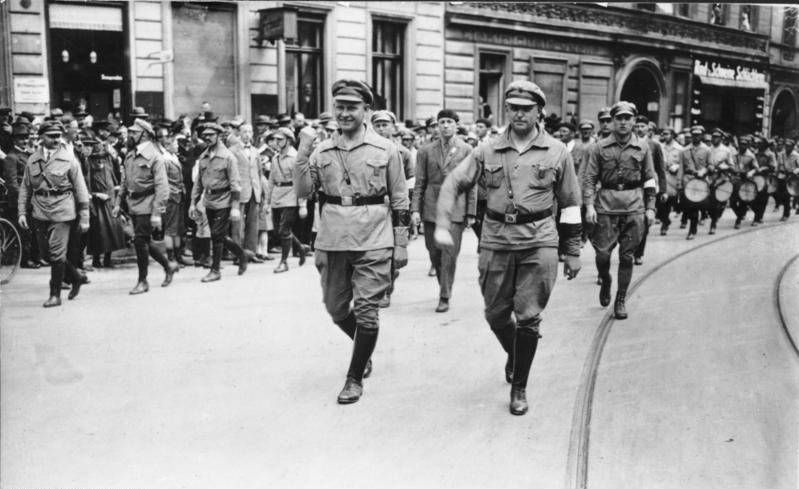
Эрнст Тельман (слева) и Вилли Леов (справа) на слёте Союза красных фронтовиков, Берлин 1927

С февраля 1924 года — заместитель председателя ЦК компартии Германии, с мая 1924 года — депутат рейхстага. Летом года на V конгрессе Коминтерна был избран в Исполнительный комитет, а вскоре и в Президиум. 1 февраля 1925 года стал председателем Союза красных фронтовиков, а 1 сентября того же года — председателем КПГ в качестве преемника Рут Фишер, которая была отозвана в Москву, а позднее исключена из КПГ за «ультралевый уклон».
На президентских выборах 1925 года баллотировался на пост рейхспрезидента. Получив в первом туре лишь 7 % голосов, он не стал снимать свою кандидатуру во втором туре. В этой связи Тельмана обвинили в том, что со своим результатом в 6,4 % он помешал кандидату от буржуазных партий Вильгельму Марксу (45,3 %) победить монархиста Пауля фон Гинденбурга (48,3 %). На следующий день после выборов газета Vorwärts вышла с заголовком «Гинденбург милостью Тельмана». В октябре 1926 года Тельман поддержал забастовку портовых рабочих Гамбурга против последствий рационализации. Он увидел в этом проявление солидарности с забастовкой английских шахтёров, которая продолжалась с 1 мая и оказала положительное влияние на экономическую конъюнктуру предприятий в порту Гамбурга. Тельман намеревался из Гамбурга остановить этот «гешефт штрейкбрехеров». 22 марта 1927 года принял участие в демонстрации в Берлине, где ему саблей чуть не поранили правый глаз. В 1928 году Тельман был делегатом VI конгресса Коминтерна. В Ленинграде его объявили почётным штурманом крейсера «Аврора».
Попытка Тельмана замять «аферу Витторфа», обвинённого в коррупции, в сентябре 1928 года привела к его отстранению с поста председателя КПГ. Но уже в октябре Сталин восстановил Тельмана в должности, тем самым упрочив его положение в партии.
В связи с событиями Кровавого мая на 12-м съезде КПГ с 9 по 15 июня 1929 года в Берлин-Веддинге Тельман взял курс на безоговорочную конфронтацию с СДПГ. 10 июня он заявил:

Мы должны видеть, что в настоящее время (…) социал-демократия является не только величайшим врагом коммунизма в рабочем движении, но и сильнейшим рычагом социал-фашистского движения, реакционных мероприятий во всех сферах общественной жизни.
Эта позиция лежала в основе политики КПГ вплоть до середины 1930-х годов.
Тельман также критиковал национал-социалистов, которые не голосовали за предложения КПГ, потребовавшей выхода из Лиги Наций и устранения бремени репараций. Например, он написал в письме в Neue Deutsche Bauernzeitung № 4 от 1931 года:

Национал-социалисты и немецкие национальные мошенники обещали вам бороться за срыв плана Юнга, снятие бремени репараций, выход из Лиги Наций, но они даже не осмелились проголосовать в рейхстаге за предложение коммунистов прекратить выплаты репараций и выйти из Лиги Наций.

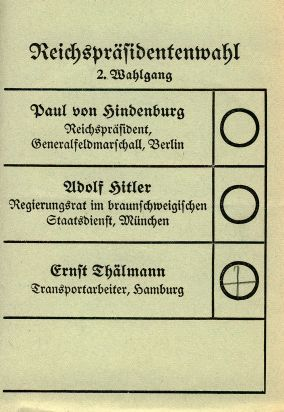
Избирательный бюллетень второго тура президентских выборов, 1932

13 марта 1932 года наряду с Адольфом Гитлером и Теодором Дестербергом Тельман выдвинул свою кандидатуру на пост рейхспрезидента против Гинденбурга, набрав 13,2 % голосов в первом туре и 10,2 % во втором. На выборы КПГ шла под лозунгом «Кто голосует за Гинденбурга, тот голосует за Гитлера, кто голосует за Гитлера, тот голосует за войну». Против растущего влияния национал-социалистов он пропагандировал «антифашистскую акцию» как «единый фронт снизу», то есть без участия руководства СДПГ, что соответствовало тезису Коминтерна о социал-демократии как социал-фашизме. Уничтожение СДПГ оставалось главной целью КПГ. Антифашистская акция также служила «разоблачением» лидеров СДПГ как предателей рабочего класса. При этом Тельман приветствовал сотрудничество с НСДАП:

При организации забастовок на предприятиях привлечение нацистов в стачкомы абсолютно необходимо и желательно.
Примером такого сотрудничества стала забастовка рабочих и служащих Берлинских транспортных предприятий в ноябре 1932 года, организованная КПГ и НСДАП накануне выборов в рейхстаг.
После выборов в рейхстаг в ноябре 1932 года, на которых НСДАП зафиксировала значительную потерю голосов, позиции национал-социалистов, казалось, пошатнулись. В свою очередь Тельман усилил борьбу КПГ против социал-демократии. Будучи убеждённым сталинистом, сыграл важную роль в период политической нестабильности Веймарской республики, особенно в её последние годы, когда КПГ явно стремилась свергнуть либеральную демократию.
После прихода к власти национал-социалистов 30 января 1933 года Тельман предложил СДПГ всеобщую забастовку, чтобы свергнуть Гитлера, но этого не произошло. Отчуждение между двумя партиями настолько укоренилось, что его уже нельзя было преодолеть. 7 февраля того же года в доме спорта Цигенхальс недалеко от Кёнигс-Вустерхаузена под Берлином ЦК КПГ собрался на экстренный пленум. В своей речи Тельман определил конкретные задачи партии: организация в каждом районе акций сопротивления, подготовка забастовок, работа по созданию антифашистского фронта с людьми разных убеждений, а также подготовка к участию в выборах в рейхстаг 5 марта, которую он собирался использовать для открытой антифашистской пропаганды.
В ночь с 27 на 28 февраля 1933 года в Рейхстаге произошёл пожар. Национал-социалисты использовали его как повод запретить компартию и арестовать многих видных коммунистов. Тельман был арестован 3 марта, за два дня до выборов, на которых коммунисты получили 4,8 млн голосов — 81 место в рейхстаге.
Судебные власти национал-социалистов изначально планировали привлечь Тельмана к суду за государственную измену. Для этой цели они собирали материалы, которые должны были доказать подготовку КПГ путча. В конце мая 1933 года «защитное заключение» Тельмана было формально заменено на предварительное заключение. В связи с этим его перевели из полицейского управления на Александерплац в следственный изолятор в Моабите. Этот перевод сорвал первый из серии планов по освобождению Тельмана.
В период с 1933 по 1934 год Тельман несколько раз был на допросе в гестапо на Принц-Альбрехт-штрассе. Во время допроса 8 января 1934 года ему выбили четыре зуба, а затем один из следователей избил его шамбоком. 19 января Герман Геринг посетил избитого Тельмана и приказал перевести его обратно в следственный изолятор в Моабите. Протоколы допросов считаются утерянными. Тем временем Тельман долгое время оставался без правовой защиты; его адвокат Фридрих Реттер был вскоре лишён адвокатского статуса и заключён в тюрьму. В 1934 году защиту Тельмана взяли на себя адвокаты Фриц Людвиг (член НСДАП) и Гельмут Р. Кюльц. Тельман больше всего доверял Людвигу, который тайно проносил записки из камеры или газеты и книги в камеру и переслал обвинительное заключение, объявленное государственной тайной рейха, сторонникам своего подзащитного за границей. Значительная часть тайной переписки между Тельманом и руководством КПГ происходила через адвокатов и Розу Тельман. С оглядкой на зарубежные страны, но прежде всего потому, что доказательства явно не были юридически обоснованы, и во избежание провала, как на Лейпцигском процессе по делу о поджоге Рейхстага, в течение 1935 года власти решили воздержаться от «судебного решения вопроса». 1 ноября 1935 года Второй Сенат Народного суда отменил предварительное заключение (без прекращения производства как такового) и одновременно передал Тельмана в гестапо для «защитного заключения».
К 1936 году международное движение протеста против заключения Тельмана достигло своего апогея. 16 апреля 1936 года по случаю 50-летия он получил поздравления со всего мира, в том числе от Максима Горького, Генриха Манна, Мартина Андерсена-Нексё и Ромена Роллана. В том же году началась гражданская война в Испании. XI интернациональная бригада и подчинённый ей батальон назвали себя в честь Эрнста Тельмана.
В августе 1937 года Тельман был переведён из Берлина в судебную тюрьму Ганновера. Здесь ему позже предоставили камеру большего размера, в которой он мог принимать посетителей. Это дало повод для прослушивания разговоров. Узнав об этом, он и его посетители использовали при общении небольшие доски для письма и мел.
После заключения пакта Молотова — Риббентропа, который поначалу сбил его с толку, у Тельмана появилась надежда на освобождение. Он писал в Москву:

Я твёрдо убеждён, что Сталин и Молотов где-то и как-то поднимали вопрос об освобождении политических заключённых, в том числе и Тельмана, потому что я считаю само собой разумеющимся, что мои друзья действовали только так, а не иначе. Всё, абсолютно всё, говорит сегодня о моём скором освобождении.
Однако Сталин не стал добиваться освобождения Тельмана. 15 октября 1941 года председатель Коминтерна Георгий Димитров описал в дневнике разговор со Сталиным, который сказал::

Тельмана там явно обрабатывают разными способами. Он не является принципиальным марксистом, и его письма свидетельствуют о влиянии фашистской идеологии. Он писал о плутократах, считал, что Англия разбита, — глупость!.. Они не собираются убивать его, потому что явно надеются, что в случае необходимости смогут использовать его как «разумного» коммуниста…
Участь Тельмана была решена вскоре после неудавшегося покушения на Гитлера 20 июля 1944 года, вызвавшего очередное преследование всех инакомыслящих. 14 августа 1944 года в ставке фюрера «Волчье логово» Генрих Гиммлер обсудил с Гитлером соответствующие меры. Под пунктом 12 его шпаргалки значилось имя Эрнста Тельмана, а также результат встречи с пометкой: «Казнить». 17 августа 1944 года Тельман был доставлен из тюрьмы Баутцена в концлагерь Бухенвальд и застрелен в ночь на 18 августа. Польский заключённый Мариан Згода наблюдал за преступлением, скрывшись за кучей шлака:

Я мог видеть заключённого только сзади. В тот момент, когда заключённый миновал цепь из четырёх эсэсовцев и вошёл в коридор крематория, вслед ему раздались три выстрела. Затем эсэсовцы, стоявшие снаружи, и двое гражданских вошли в крематорий и закрыли за собой дверь. Примерно через три минуты в крематории раздался четвёртый выстрел. Очевидно, это был контрольный выстрел.
14 сентября 1944 года Германское информационное агентство ДНБ распространило сообщение о том, что Тельман погиб 28 августа в результате бомбардировки лагеря Бухенвальд авиацией противника.

## Письма Тельмана из тюрьмы в Москву

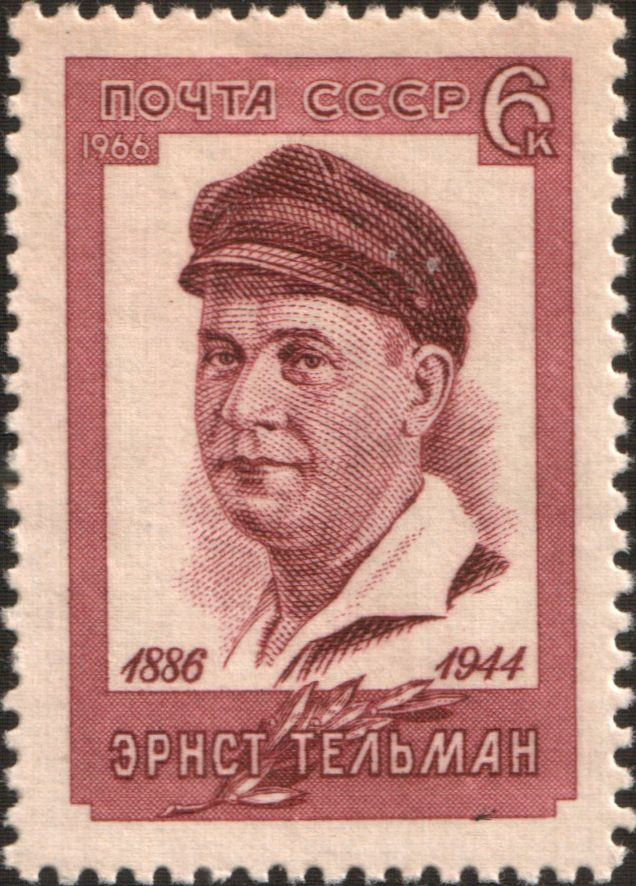
Марка СССР, Э. Тельман, 1966, 6 коп.

В Архиве Президента РФ хранятся 24 письма Тельмана секретарю ЦК ВКП(б) И. В. Сталину и председателю Совета Народных Комиссаров и наркому иностранных дел СССР В. М. Молотову, написанные в тюрьме Ганновера в 1939—1941 годах и тайно переправленные через жену в СССР. Они были впервые опубликованы в 1996 году в российском журнале «Новая и новейшая история» и изданы отдельной книгой в Германии.
С лета 1938 года тюремные условия Тельмана были значительно улучшены. Это ослабление скорее всего было связано с ухудшением его здоровья, а также служило пропагандистским целям, которые в то время даже привели к временному освобождению известных коммунистов. Однако то, что гестапо якобы хотело, чтобы Тельман вступил в контакт с Москвой, остаётся недоказанным предположением. Его свидания с женой теперь происходили два раза в неделю и длились по 8 часов. Эти свидания проходили наедине, без наблюдения тюремных надзирателей. Поскольку Роза Тельман не подвергалась досмотру, она имела возможность тайно выносить из тюрьмы письма Тельмана. Хотя за ней было установлено наблюдение, с 8 ноября 1938 года она одиннадцать раз посетила советское посольство в Берлине и передала письма своего мужа. Таким путём в 1939—1941 годах в Москве оказалось 24 письма Тельмана. Сталин отправил их в архив Политбюро, несмотря на то, что Георгий Димитров подтвердил их подлинность. Не все они были адресованы непосредственно Сталину, некоторые из них предназначались для предоставления дополнительной информации Коминтерну и КПГ. Это не письма в собственном смысле слова. По сути дела это политические заявления, фундаментальные меморандумы.

## Память
В честь Тельмана названо или переименовано несколько населённых пунктов (Тельмана, имени Тельмана, Тельман, Тельманово, Эрнст-Тельман-Зидлунг); множество улиц и переулков, площадь.
Имя Тельмана было дано горам в Антарктиде (1961) и острову в Карибском море (1972), фьорду и мысу на западе острова Большевик.
В ГДР имя Эрнста Тельмана носили пионерская организация, VEB Fahrzeug und Jagdwaffenwerk Suhl «Ernst Thälmann» — предприятие, выпускавшее стрелковое оружие в ГДР.
В России имя Тельмана носили Воронежский вагоноремонтный завод, Комбинат тонких и технических сукон. Именем Тельмана было названо множество совхозов, колхозов и других предприятий.
В столице Узбекистана Ташкенте имя Тельмана носил Центральный парк.
Памятники Тельману были установлены в Берлине, Москве (метро Аэропорт), Калининграде и множестве других населённых пунктов. В Гамбурге был открыт дом-музей. В Москве есть площадь Эрнста Тельмана (метро Аэропорт).

Памятники
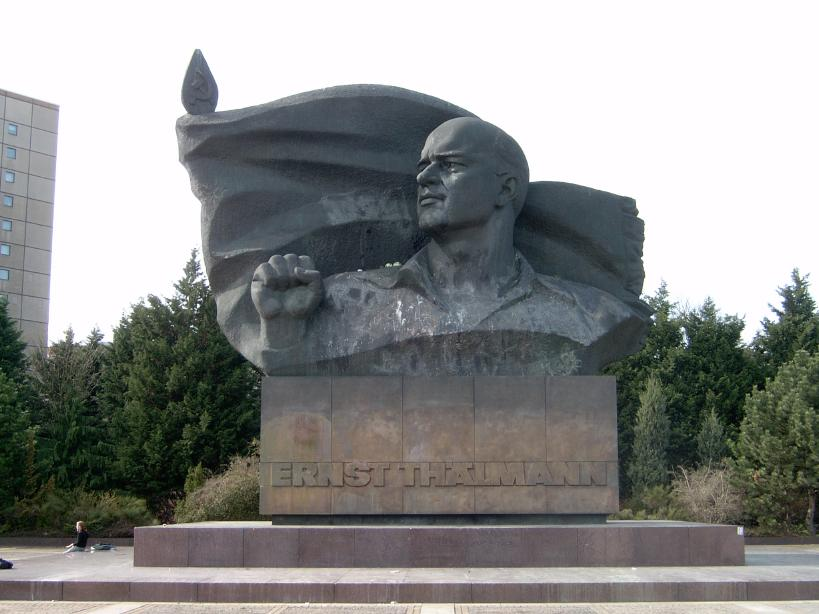
Памятник Э. Тельману в Берлине, Германия
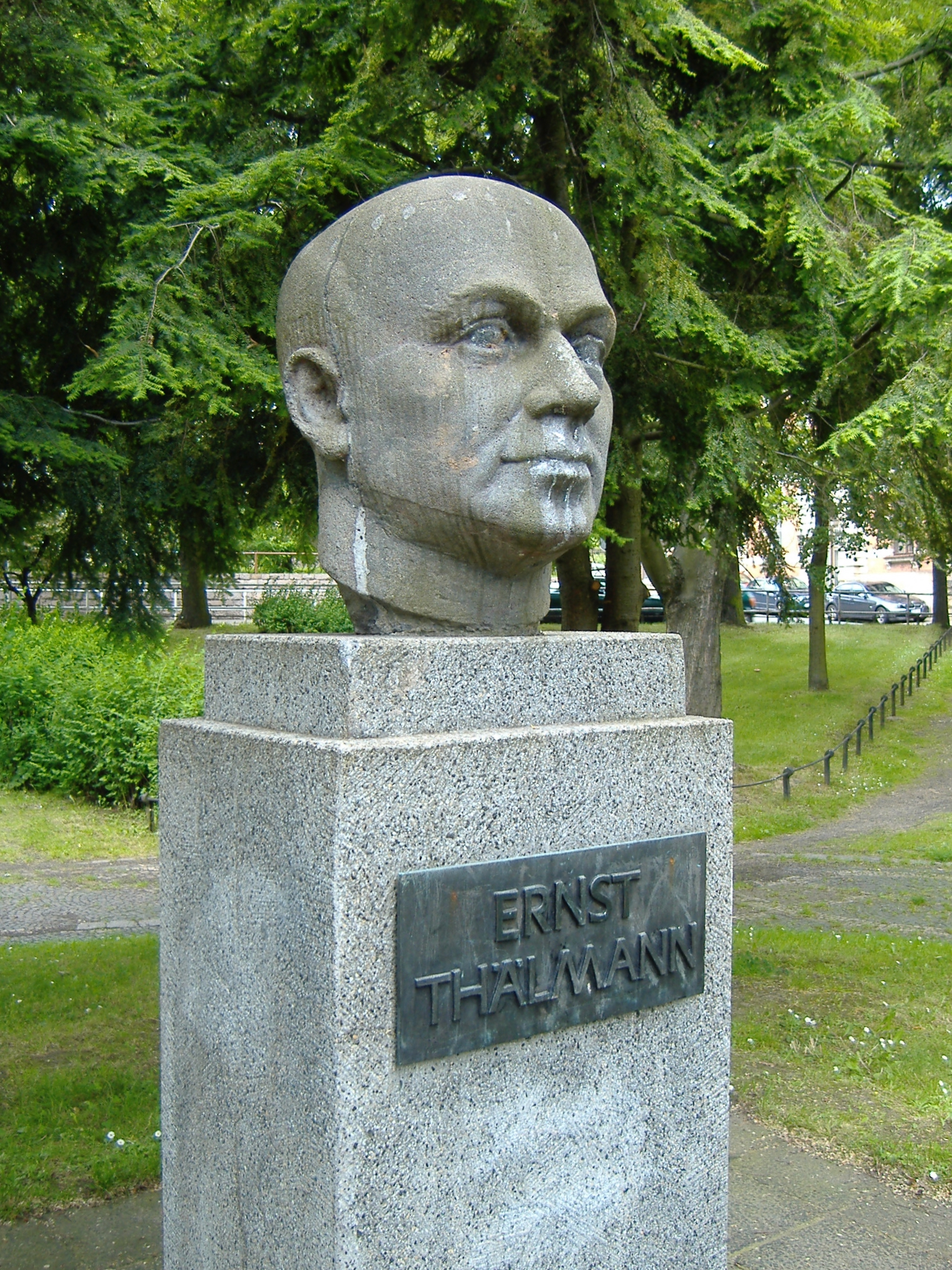
Памятник Э. Тельману в Вердау, Германия
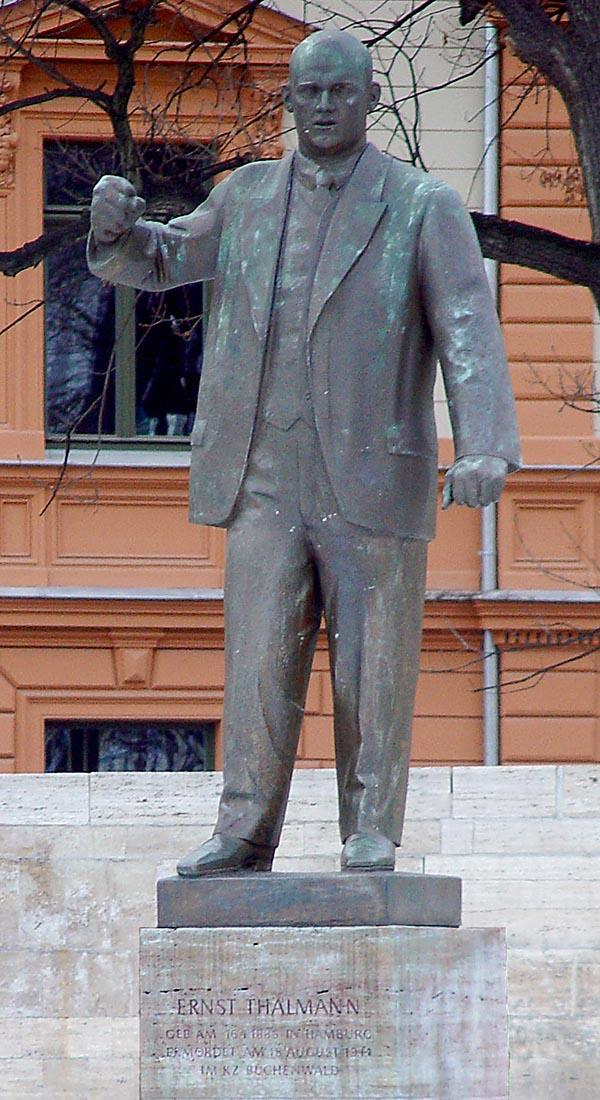
Памятник Э. Тельману в Веймаре, Германия
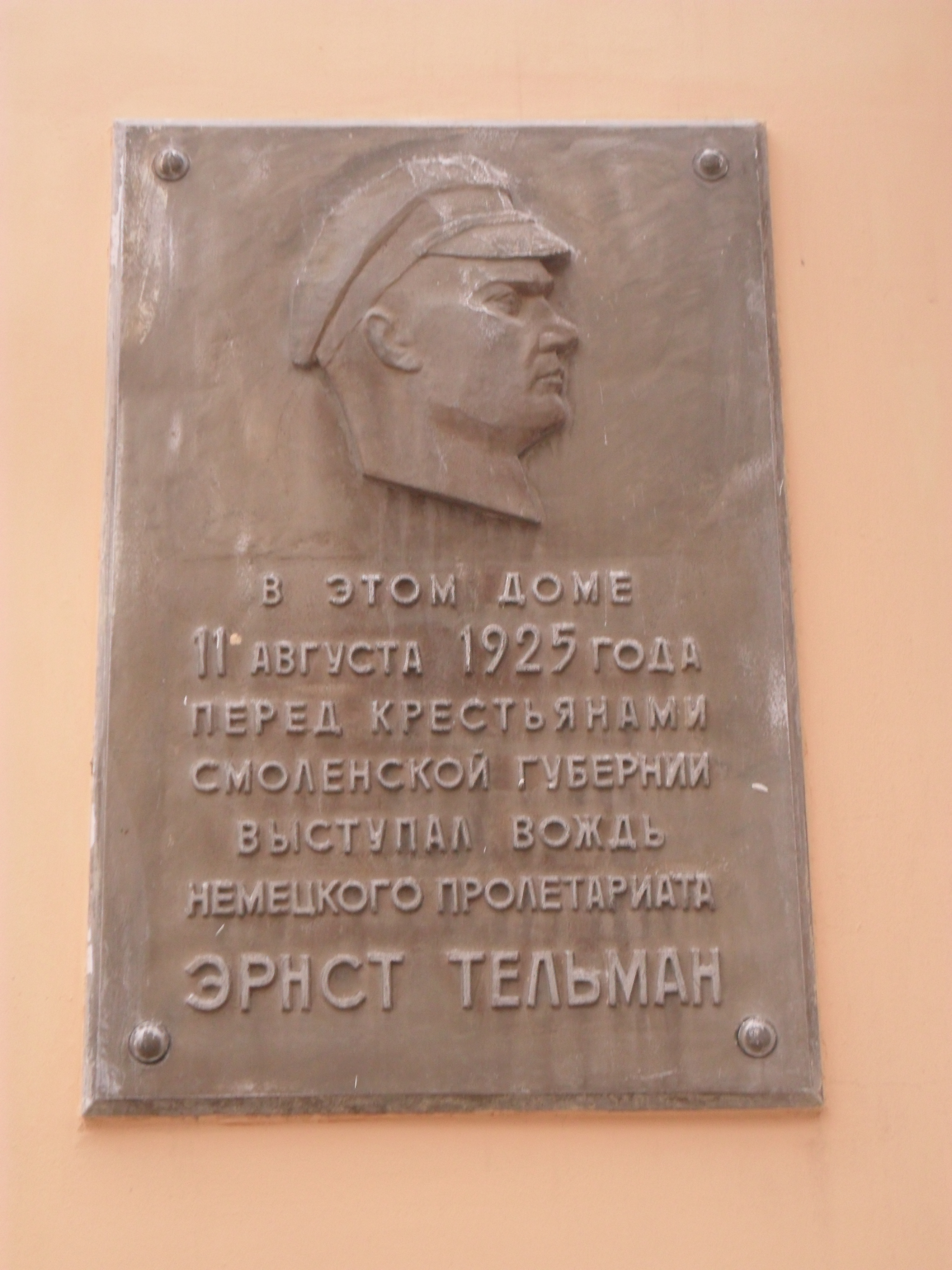
Мемориальная доска на улице Октябрьской Революции в Смоленске.
Бюст в Калининграде
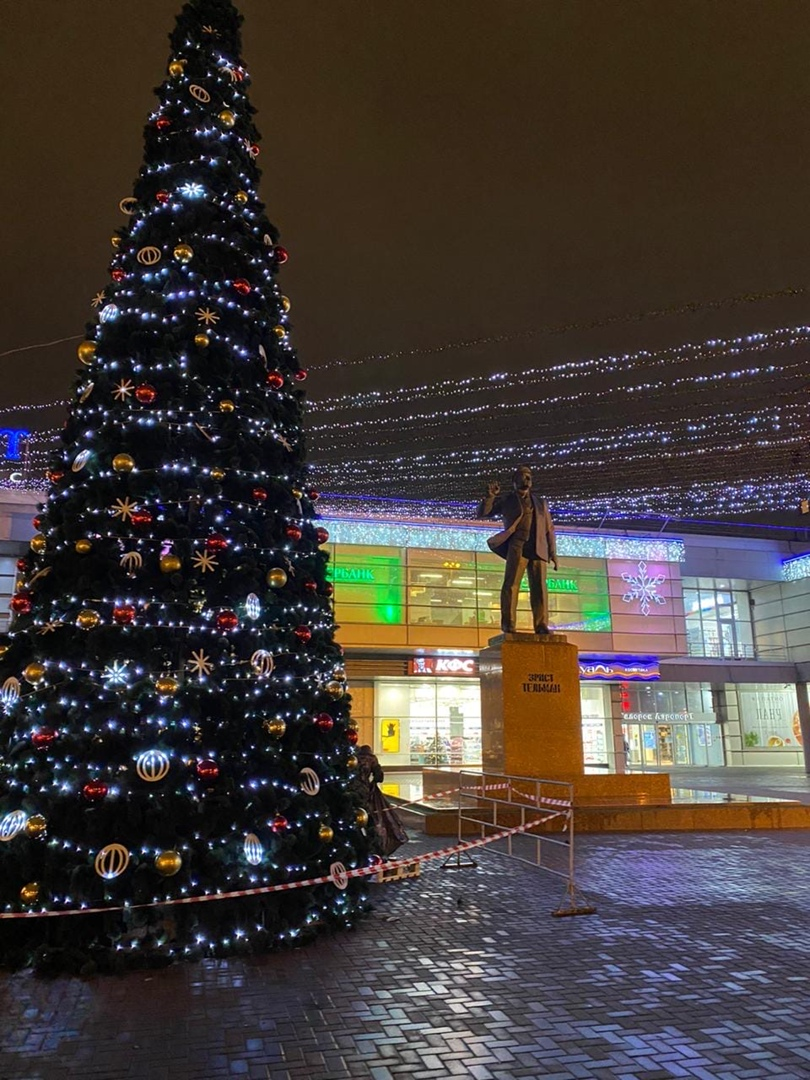
Памятник Тельману в Москве

## Фильмы
- Эрнст Тельман — сын своего класса, ГДР, 1954. Охватывает события с ноября 1918 года по октябрь 1923 года. Видео В роли Гюнтер Зимон.
- Эрнст Тельман — вождь своего класса, ГДР, 1955. Охватывает период с 1930 по 1944 год. Видео
- Урок истории (1956). В роли Тельмана Константин Нассонов.